# 哈尼齐奥
哈尼齐奥（西班牙語：Janitzio，西班牙語發音：[xaˈnitsjo]），是位于墨西哥米却肯州帕茨夸罗湖中的岛屿之一。它是湖中五个岛屿中最大的一个（其次是尤努恩岛）。

## 人口
哈尼齐奥岛和帕茨夸罗湖周围城镇的一些人具有土著血统的普雷佩查人。哈尼齐奥岛上提供区域性的手工艺品，手工纺织品。
岛上的主要节日是亡灵节（西班牙語：Díade Muertos），作为这个节日的一部分，烛光船游行前往岛上，然后前往亡灵节的教堂和墓地并在那里过夜，参加一场盛大的节日守夜活动，其中涉及大量饮酒。

## 图库

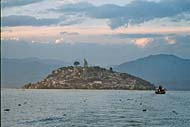
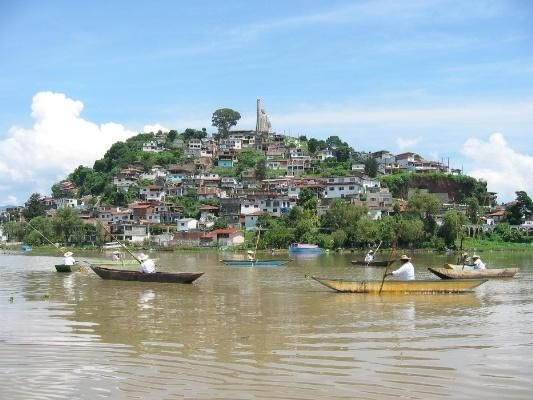
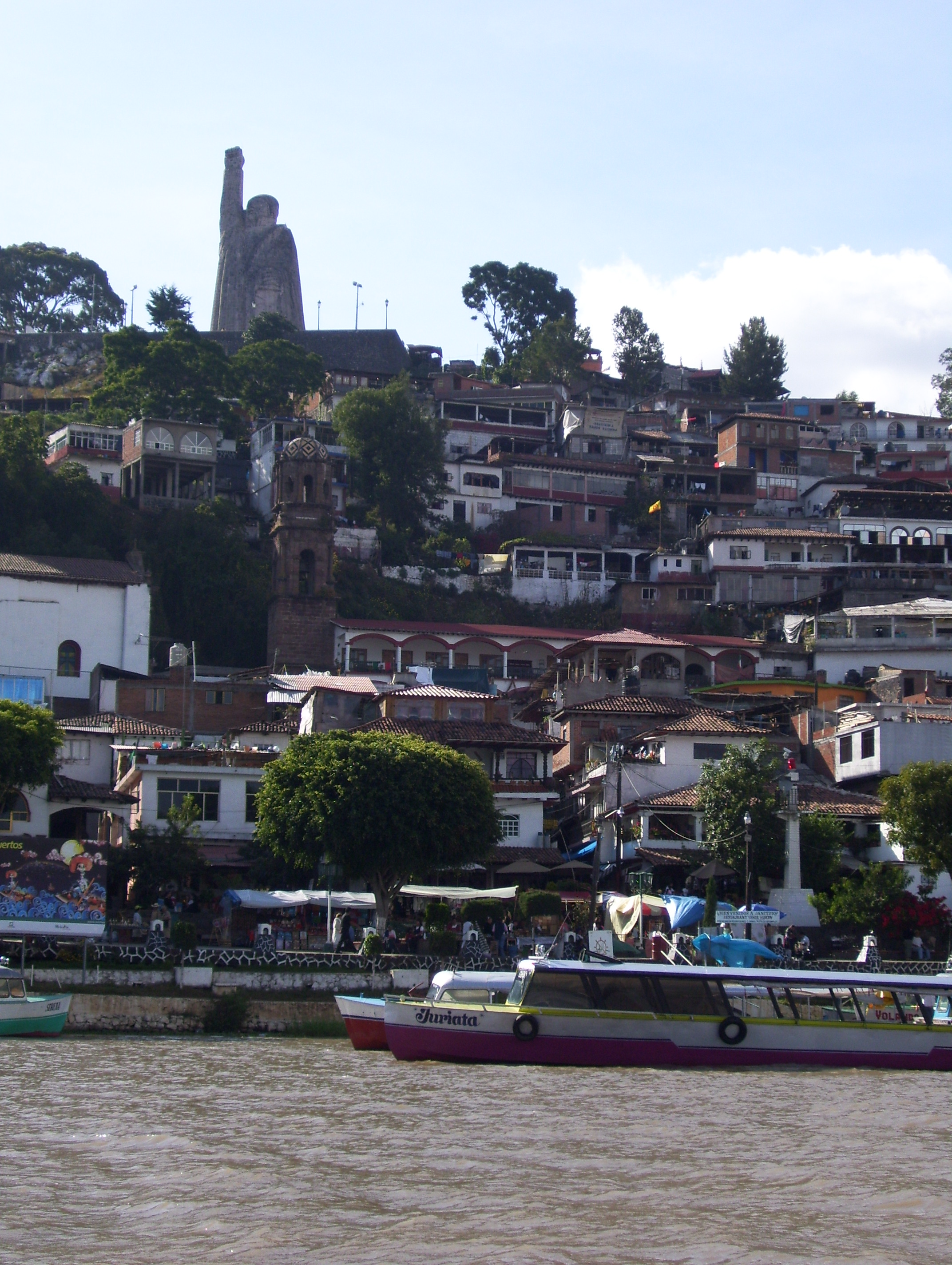
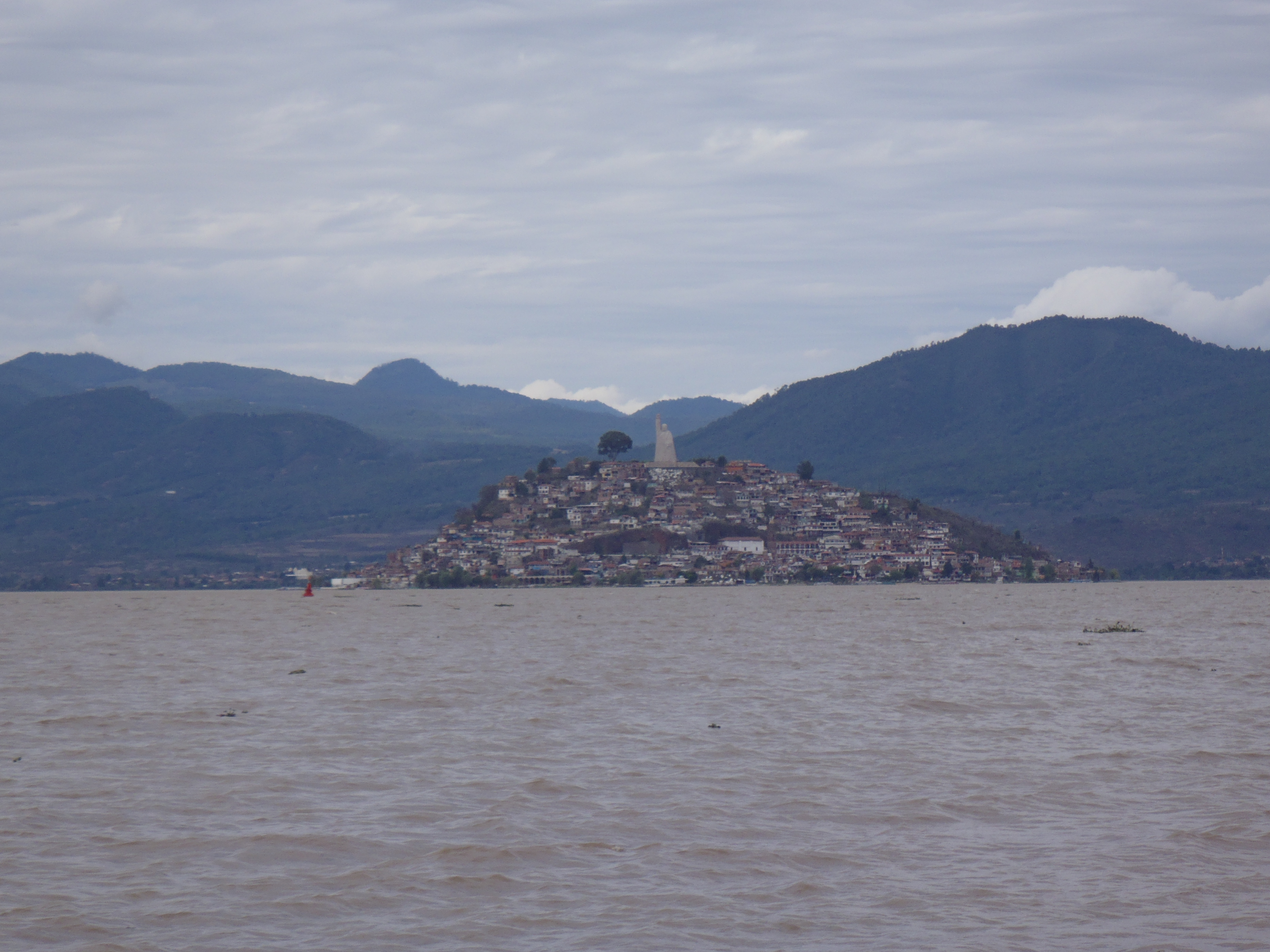